# 紅緒
紅緒（？6月4日—）是日本插畫家。曾在2015年獲得鎖鏈戰記×pixiv插畫大賽的與「優秀賞」。

## 作品列表

### 插畫
- （2013年8月，電擊文庫）[3]
- （2015年9月－，電擊文庫）[4]
- （2016年4月，Fami通文庫）[5]
- （2016年4月－，OVERLAP文庫）[6]
- （2016年8月，PONICAN BOOKS）[7]
- （2016年11月，電擊文庫）[8]
- 《死黨角色很難當嗎？》（2016年12月－2020年11月，GAGAGA文庫）[9][10]
- （2016年12月，集英社未來文庫（日语：集英社みらい文庫））[11]
- 《持續狩獵史萊姆三百年，不知不覺就練到LV MAX》（2017年1月－，GA Novel）
- （2017年2月－，PONICAN BOOKS）[12]
- （2017年2月－，富士見Fantasia文庫）[13]
- （2017年8月－，電擊文庫）[14]
- 《果然我的青春戀愛喜劇搞錯了。短篇小說集02-ONPARADE-[[[Wikipedia:格式手册/链接#章節|錨點失效]]]》（2020年3月，GAGAGA文庫）[15]

## 外部連結
- 紅緒的個人網站 （页面存档备份，存于）
- 紅緒的pixiv （日語）
- 紅緒的X（前Twitter） （日語）